# Sigeberto de Gembloux

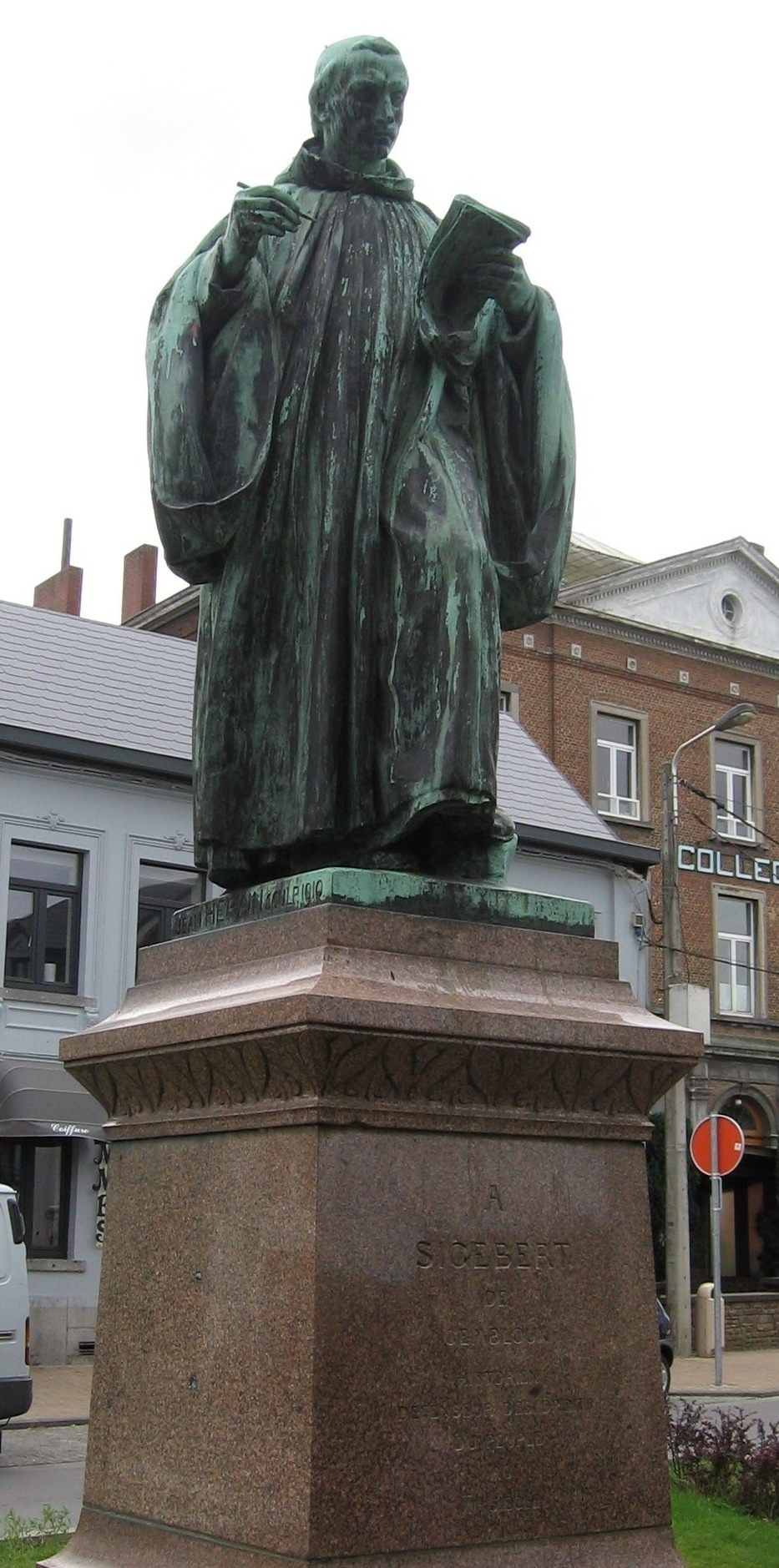
Estatua de Sigebert en la plaza mayor de Gembloux

Sigebert de Gembloux, latinizado Sigebertus Gemblacensis (hacia 1030 - Gembloux, Bélgica, 5 de octubre de 1112), escritor, cronista y monje benedictino belga.

## Biografía
Nacido probablemente en el Brabante valón, sus padres lo presentaron como oblato (hermano lego o donado) en la abadía de Gembloux (cerca de Namur, aunque del principado de Lieja) y allí recibió una excelente formación, pues entre sus maestros tuvo a Olbert de Gembloux. Enviado a la Abadía de Saint-Vincent de Metz se convirtió en director de su escuela monástica y durante sus 25 años allí empezó a escribir vidas de santos. Entre 1070 y 1075 volvió a la abadía de Gembloux, donde permaneció hasta el final de su larga vida. Defendió firmemente a los emperadores Enrique IV y Enrique V contra los papas Gregorio VII, Urbano II y Pascual II.

## Obras
Escribió vidas de santos, escritos polémicos y crónicas históricas. La parte mayor de su obra la constituyen las vidas de santos, con poco valor documental y biográfico en general, habida cuenta de su casi total falta de pensamiento crítico, ya que lo maravilloso y lo milagroso ocupan un lugar muy importante en estas obras, entre las que destacan su Vida de Thierry, fundador de la abadía de Metz; Pasión y profecía de Santa Lucía; Vida del rey Sigebert de Austrasia; Vida de San Guibert, fundador de Gembloux; Vida de San Lamberto, obispo mártir de Lieja, etc. También dejó un De viris illustribus escrito hacia el final de su vida con esbozos biográficos de escritores contemporáneos; incluye una lista de sus obras.
En 1075 Sigeberto se opuso por vez primera al papa Gregorio VII ("el vigoroso monje Hildebrando") que declaró inválidos los actos sacramentales de los eclesiásticos simoníacos o fornicadores. Aún más contundente fue su oposición al mismo Gregorio VII en la Querella de las Investiduras. Sigeberto fue uno de los pocos elcesiásticos que salieron en defensa del emperador Enrique IV del Sacro Imperio Romano Germánico, donde, en 1076, fue depuesto y excomulgado por Gregorio VII por haberse opuesto a no nombrar obispos por sí mismo. Más tarde (alrededor de 1102), hubo una nueva disputa, esta vez con el papa Pascual II, que había comprometido al conde de Flandes en una "cruzada" contra el clero refractario del Principado de Lieja y contra otros "cómplices" de Enrique IV. El tono de estos escritos contra las ambiciones de los pontífices romanos es amargo.
Destacó como cronista con una Gesta abbatum Gemblacensium (1071) que informa de la historia de la Abadía de Gembloux desde sus mismos comienzos. Esta obra fue continuada tras su muerte por otros autores. Pero su obra maestra y más famosa, de gran valor histórico, es su Chronographia, una crónica universal de los eventos más importantes entre 379 (o 381) hasta 1111, que continúa la obra de Eusebio de Cesarea. Habiéndola comenzado después de 1083, la publicó en 1105 y la continuó hasta 1111. Cita gran número de fuentes que hoy se han perdido. La Chronographia fue muy popular durante la Edad Media y fue muy difundida a través de copias manuscritas, usada como fuente por muchos escritores y, finalmente, se llevó a la imprenta en 1513.
Sigeberto es uno de los autores que se citan para atestiguar la historia de la Papisa Juana, si bien el padre Pagi mostró que los manuscritos más antiguos de Sigeberto no hacen mención alguna de este personaje; se trataría de una interpolación.